# 傅家乡
傅家乡，是中华人民共和国四川省巴中市南江县曾经下辖的一个乡。2019年12月，撤销红四乡和傅家乡，将原红四乡和原傅家乡及红光镇玉湖社区、玉白村所属行政区域划归长赤镇管辖。

## 行政区划
傅家乡撤销前下辖以下地区：
傅家社区、杨雀村、碑梁村、袁家村、双山村、龙泉村和吊楼村。